# Молекулярна течія
Молекуля́рна течія́ (англ. molecular flow) або ві́льна молекуля́рна течія́ (англ. free molecular flow) або кну́дсенівський поті́к (англ. Knudsen flow) — течія (режим течії) газу в трубопроводі за умов, коли середня довжина вільного пробігу молекул значно перевищує внутрішній розмір поперечного перерізу трубопроводу (число Кнудсена Kn >>1) й газ за цих умов не можна розглядати як суцільне середовище. Для розмірів потоків порядку декількох сантиметрів режим молекулярної течії спостерігається при високому вакуумі за тиску 10−3 мм рт. ст., при русі газу через діафрагму (у пористому середовищі), коли геометричні параметри потоку малі це значення тиску буде вищим.

## Загальні положення
Молекулярна течія розглядається як течія розрідженого газу (молекул, атомів, іонів або електронів), при якій властивості потоку істотно залежать від безладного руху молекул, на відміну від потоків, де газ розглядається як суцільне середовище.
Молекулярна течія має місце при польоті тіл у верхніх шарах атмосфери, у вакуумних системах тощо. При молекулярній течії молекули (або інші частки) газу беруть участь, з одного боку, в поступальному русі усього газу в цілому, а з іншого — рухаються хаотично й незалежно одна від одної. Причому в будь-якому заданому об'ємі молекули газу можуть мати суттєво різні швидкості. Тому основою теоретичного розгляду молекулярної течії є кінетична теорія газів. Макроскопічні властивості нев'язкої, стискуваної, ізоентропійної течії задовільно описуються простою моделлю молекул у вигляді пружних гладких куль, що підпорядковуються максвелівському закону розподілу швидкостей. Для опису в'язкої, неізоентропійної молекулярної течії слід користуватися складнішою моделлю молекул і функцією розподілу, яка дещо відрізняється від функції розподілу Максвелла.

## Використання
Для газу, що проходить через невеликі отвори в тонкій стінці в режимі молекулярної течії, кількість молекул, які проходять через отвір пропорційна тиску газу і обернено пропорційна до його молекулярної маси. Таким чином, можна здійснити часткове розділення суміші газів, якщо компоненти мають різні молекулярні маси. Методика використовується для поділу сумішей ізотопів урану, за допомогою пористих мембран. Крім того, було успішно продемонстровано для використання у виробництві водню, як методика для виділення водню з газової суміші продукту, створеного при нагріванні води до високих температур з використанням сонячної чи енергії з іншого джерела.